# Pavona chiriquiensis
Pavona chiriquiensis är en korallart som beskrevs av Glyn, Mate och Stemann 200. Pavona chiriquiensis ingår i släktet Pavona och familjen Agariciidae. IUCN kategoriserar arten globalt som livskraftig. Inga underarter finns listade i Catalogue of Life.